# Jouko Koskikallio
Jouko Uolevi Koskikallio, född 15 augusti 1927 i Helsingfors, död 30 juli 2021 i Helsingfors, var en finländsk kemist och professor.
Koskikallio blev student 1945, filosofie kandidat 1951, filosofie licentiat 1954 och filosofie doktor 1957, allt i Helsingfors. Vid Helsingfors universitet var han assistent 1951–1959, docent i fysikalisk kemi 1957–1959 och professor 1969–1990. Vid Uleåborgs universitet var han tillförordnad professor 1959–1960 och professor 1960–1969. Han har författat skrifter inom fysikalisk kemi och invaldes som ledamot av Finska Vetenskapsakademien 1971.